# Christine Kayßler
Christine Anne Kayßler (* 13. Oktober 1923 in München; † 17. November 2010 in Innsbruck; oft als Christine Kayssler geführt) war eine deutsche Schauspielerin.

## Familie
Christine Kayßler war die Tochter des Schauspielers Christian Kayßler und der Kinderbuchautorin Anne Kayßler-Beblo. Ihre Großväter waren der Architekt Fritz Beblo und der Schauspieler Friedrich Kayssler. Auch die Halb-Geschwister Maria und Martin Kayßler haben den Schauspielberuf ergriffen. 

## Leben und Werk
Christine Kayßler besuchte von 1941 bis 1943 die Schauspielschule der Staatstheater in ihrer Heimatstadt. 1943 trat sie am deutschsprachigen Theater der Stadt Straßburg ihr erstes Engagement mit einer Aufführung von Emilia Galotti an. Ihre Nachkriegslaufbahn begann Christine Kayßler 1946 am Staatstheater Stuttgart, dem sie bis 1950 die Treue halten sollte. Ihr Rollenfach war zu Beginn ihrer Karriere das der 'schweren Sentimentalen' und der 'jugendlichen Heldin'. In Stuttgart verkörperte sie beispielsweise die Antigone in dem gleichnamigen Anouilh-Stück, die Prinzessin in Torquato Tasso, die Maria Stuart und die Lavinia in Eugene O’Neills Trauer muss Elektra tragen.
Von 1950 bis 1953 spielte sie unter Heinz Hilpert am Deutschen Theater Göttingen. Anschließend stand sie in Wuppertal auf der Bühne und arbeitete zudem als Schauspiellehrerin in Bochum. 1972 erfolgte schließlich die Rückkehr an das DT in Göttingen. Hier spielte sie fast dreißig Jahre lang unter den Intendanten Günther Fleckenstein und Heinz Engels und verkörperte Bühnenrollen wie die „Kurfürstin“ in Kleists Prinz von Homburg, die „Daja“ in Lessings Nathan der Weise und die „Dr. Zahn“ in Dürrenmatts Physikern. 2001 zog sich Christine Kayßler von der Bühne zurück.
Während die Bühne zeitlebens den Schwerpunkt ihrer künstlerischen Tätigkeit bildete, übernahm Christine Kayßler gelegentlich auch Rollen in Film- und Fernsehproduktionen. Hier war sie beispielsweise in Peter Palitzschs Dramas Der Prozeß der Jeanne d’Arc zu Rouen 1431, in Klaus Gietingers Fernsehspiel Schwestern sowie in der Sat.1-Serie Der Bergdoktor zu sehen.
Am 17. November 2010 starb Christine Kayßler in Innsbruck an den Folgen eines Schlaganfalls.

## Filmografie (Auswahl)
- 1967: Der Prozeß der Jeanne d’Arc zu Rouen 1431
- 1983: Schwestern
- 1995: Der Bergdoktor: Fluch aus dem Jenseits